# Debendranath Tagore
Debendranath Tagore (15 maig 1817 – 19 gener 1905) fou un filòsof bengalí i un religiós savant, actiu en el Brahmo Samaj ("Comunitat de Bramans"). Fou el fundador l'any 1848 del la religió brahmo, que actualment es coneix com a brahmoisme. Nascut a Shilaidaha, el seu pare era l'industrial Dwarkanath Tagore.
Debendranath era un home profundament religiós. El seu moviment, el Brahmo Samaj, va ser format el 1843 com a fusió del seu Tattwabodhini Sabha amb el Brahmo Sabha, deu anys després de la mort de Raja Ram Mohan Roy, fundador del Brahmo Sabha. El Brahmo Sabha s'havia allunyat dels seus objectius i pràctiques originals, tal com constava en els principis del Brahmo Sabha. Tanmateix, Tagore va tenir com a objectiu reviure la importància d'aquest llegat.
Tot i que Debendranath era profundament espiritual, va poder compaginar les seves conviccions religioses amb els seus afers diaris; no va renunciar a les seves possessions materials, com prescrivien algunes tradicions hindús, sinó que en va continuar gaudint amb un esperit de despreniment. El seu considerable patrimoni material incloïa les propietats esteses sobre diversos districtes de Bengala; el més conegut era la finca Santiniketan prop de Bolpur en el districte de Birbhum, una adquisició tardana, on el seu fill major Dwijendranath Tagore va instal·lar la seva escola.
Debendranath era mestre del upanixads i va jugar un rol important en l'educació dels coneixements culturals dels seus fills.

## Història familiar
El cognom original del Tagore era Kushari. Eren bramans Rarhi i al principi pertanyien a un poble anomenat Kush en el districte de Burdwan de Bengala Occidental. El biògraf Shri Prabhat Kumar Mukherjee va escriure a la pàgina 2 del primer volum del seu llibre Rabindrajibani O Rabindra Sahitya Prabeshika que "Els Kusharis eren els descendents de Deen Kushari, el fill de Bhatta Narayana; a Deen li fou concedida una vil·la anomenada Kush per part del Maharaja Kshitisura, en va esdevenir el seu cap i fou conegut com a Kushari."

## Thakur Bari (Casa dels Tagore)
Debendranath Tagore va néixer a Jorasanko, coneguda popularment com a Jorasanko Thakur Bari en el nord-oest deCalcuta. Aquest lloc fou més endavant convertit en un campus del Universitat Rabindra Bharati. La família Tagore, amb més de 300 anys d'història, ha estat un de les famílies davanteres de Calcuta, i hom considera que és una influència clau durant l'anomenat Renaixement de Bengala. De la família han sorgit diverses persones que han contribuït substancialment en els de l'empresa, reformes social i religiosa, literatura, art i música.

## Descendència
Debendranath es casà amb Sarada Devi (morta l'any 1875), que van tenir 15 fills, entre ells:
Dwijendranath (1840–1926) era un acadèmic, poeta i compositor de música. Va crear notacions de taquigrafia i música en bengalí. Va ser un escriptor prolífic i va traduir el Meghdoot de Kalidasa al bengalí.
Satyendranath (1842–1923) fou el primer Indi en allistar-se al Servei Civil indi. Al mateix temps era acadèmic.
Hemendranath (1844–1884) era el científic i organitzador de la família. Fou un vident espiritual i iogui, i era responsable del desenvolupament del Brahmoism modern, el que ara és la religió Adi Dharm. Pel que fa a la relació amb els seus germans, tenia més afinitat amb els "conservadors" Dwijendranath i Birendranath en les disputes familiars, i menys amb els més "moderns" Satyendranath, Jyotindranath i Rabindranath.
Jyotirindranath (1849–1925) era un acadèmic, artista, compositor de música i personalitat del teatre.
Rabindranath (1861–1941) era el seu fill més jove. Premi Nobel de Literatura, els seus poemes han estat adoptats com a himnes nacionals d'Índia i Bangladesh. Rabindranath va fundar la Universitat Vishwabharathi en la finca Shantiniketan adquirida pel seu pare.
Els seus altres fills foren Birendranath (1845–1915), Punyendranath, Budhendranath i Somendranath.
Les seves filles foren Soudamini, Sukumari, Saratkumari, Swarnakumari (1855–1932) i Barnakumari. Soudamini fou una de les primeres estudiants de l'escola Bethune i una gran escriptora. Swarnakumari fou escriptora, editora, compositora i treballadora social. Totes elles eren famoses per la seva bellesa i educació. El seu rol a l'hora de crear el llegat de Thakurbari (la Casa de Tagore) en el patrimoni cultural de Bengala, centrat en Calcuta, no va ser pas insignificant. Fou majoritàriament a través de la influència de la família Tagore que Bengala va agafar una funció capdavantera en el vessant cultural així com en el nacionalista, en el Renaixement de l'Índia durant el segle xix.

## Religió
Com a fill de Dwarkanath Tagore, un amic íntim de Ram Mohan Roy, Debendranath va tenir contacte aviat amb la influència del Brahmoisme a través del Brahmo Sabha, un moviment reformista de l'hinduisme formulat com a Adi Dharma (dharma original), que considera com el principis pristins originals de l'hinduisme corromputs amb el temps.

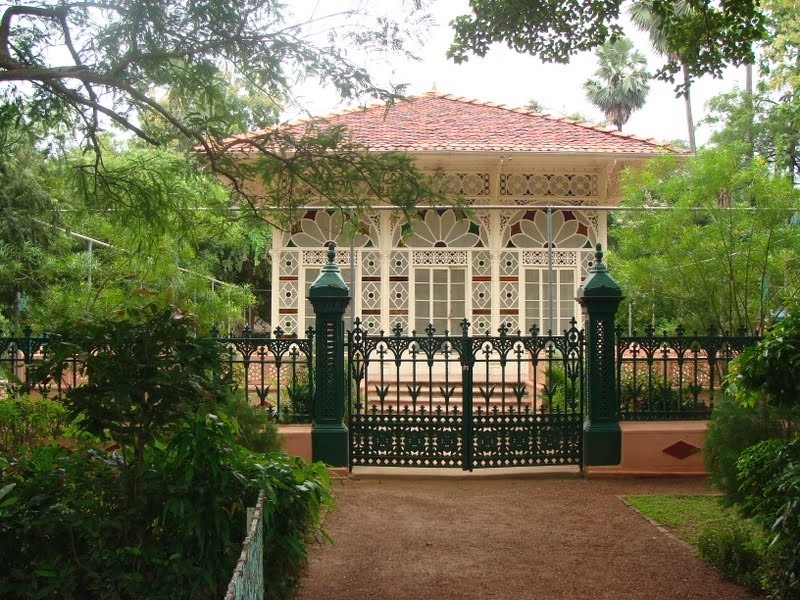
Upasana Griha, Sala d'Oració, construïda per Debendranath Tagore l'any 1863 a Santiniketan.

Però fins i tot abans d'això, profundament afectat en la seva infantesa per la mort de la seva àvia, a la qual se sentia molt proper, Debendranath es va veure atret per la religió i va començar a contemplar el significat i la naturalesa de vida. Va començar un estudi profund de literatura religiosa, particularment els Upanixads. L'any 1839, amb tutelage de Pandit Ram Chandra Vidyabageesh, un dirigent del Brahmo Sabha, va formar la seva pròpia Tattwabodhini Sabha (associació d'aquells de cerquen la veritat) per difondre les seves experiències i coneixements nous.
L'any 1843, Debendranath va començar el Tattwabodhini Patrika com a portaveu del Tattwabodhini Sabha. En el mateix any, va reviure el Brahma Sabha, que havia caigut en intensitat, després de la mort de Ram Mohan Roy l'any 1833. El Brahmo Sabha fou absorbit formalment dins el Tattwabodhini Sabha i rebatejat com a Calcutta Brahma Samaj. El dia Pous 7 del calendari bengalí es commemora com el dia de la fundació del Samaj. El Patrika va esdevenir l'òrgan del Samaj i va continuar la seva publicació fins al 1883.
En 1848, Debendranath va codificar la Doctrina Adi Dharma com Brahmo Dharma Beej (llavor del Brahmo Dharma). En 1850, va publicar un llibre titulat Brahmo Dharma, que intentava preservar-ne els principis fonamentals. Aquests principis emfasitzen el monoteisme i la racionalitat, i refusen la infal·libilitat de les escriptures, la necessitat de la mediació entre home i Déu, les distincions de casta i la idolatria.
Amb la influència del brahmoism de Debendranath estenent-se al llarg de tota l'Índia, va obtenir reputació com a persona de particular èxit espiritual, i va ser conegut com a Maharshi.

### Homenatges
Sivanath Sastri ha retut homenatge a Debendranath Tagore en Història del Brahmo Samaj:
| « | Maharshi Debendranath Tagore fou un del més grans genis religiosos que aquest país mai ha conegut. Fou veritablement un successor del gran rishis d'edat. La seva naturalesa era essencialment espiritual ... Era un seguidor devot dels rishis dels upanixad, però no era panteista sobre aquesta idea. Debendranath, malgrat la seva santedat real, mai no va mostrar hàbits de sadhu o sant. La seva pietat era natural, habitual i modesta. Odiava o defugia tota aparença de santedat... Era una vertadera i viva reencarnació d'aquell ensenyament del Gita on es diu: “Un home veritablement savi mai no és sacsejat pels seus judicis i tribulacions, no cobeja plaer, i és lliure de ligadures, por i ràbia; el mateix és un muni.” Maharshi Debendranath era veritablement un muni en aquell sentit. Amb calma va aguantar tot; fins i tot les més grans penes de la vida. Després d'haver fet el seu deure, va descansar tranquil·lament, independentment de les conseqüències. Encara que personalment no estava molt a favor de la idea de l'emancipació femenina, fou un dels primers homes de Bengala a obrir la porta a una educació superior per a les dones ... La vida religiosa era una mena de creixement per a ell; no una aprovació intel·lectual sinó una influència espiritual que dominava i impregnava la vida; consegüentment, no tenia gaire compassió amb els procediments merament reformatoris. D'occident va prendre només dues idees: primer, la idea de la fidelitat a Déu; segon, la idea de l'oració pública; en tota la resta era oriental. La seva idea era plantar el Samaj a l'Índia, com el mode hindú d'adonar-se del teisme universal, deixant les altres races que fossin conscients de la fe universal segons els seus mètodes tradicionals. | » |

### Bengalí
- Bangla Bhashay Sanskrita Vyakaran (1838, ara perdut)
- Brahmodharma (parts 1a i 2a, 1849)
- Atmatattvavidya (1852)
- Brahmodharmer Estora O Biswas (1860)
- Paschim Pradesher Durbhiksha Upashame Sahajya Sangraharthe Brahmo Samajer Baktrita (1861)
- Brahmodharmer Byakhyan, Part I (1861)
- Kalikata Brahmosamajer Baktrita (1862)
- Brahmo Bibaha Pranali (1864)
- Brahmo Samajer Panchabingshati Batsarer Parikshita Brittanta (1864)
- Brahmodharmer Anusthan-Paddhati (1865)
- Bhowanipur Brahmavidyalayer Upadesh (1865–66)
- Brahmodharmer Byakhyan, Part II (1866)
- Masik Brahmo Samajer Upadesh (una col·lecció de divuit conferències impartides en el període1860–67)
- Brahmodharmer Byakhyan, Epíleg (1885)
- Gyan O Dharmer Unnati (1893)
- Paralok O Mukti (1895)
- Atyojivani (1898)
- Patravali (Una col·lecció de les cartes escrites durant 1850–87)

### Anglès
- Vedantic Doctrines Vindicated (1845)
- Autobiografia (traduït de l'obra original bengalí, Atmajivani, per Satyendranath Tagore, 1914)